# Мис (Белуно)
Мис (итал. Mis) је насеље у Италији у округу Белуно, региону Венето.
Према процени из 2011. у насељу је живело 643 становника. Насеље се налази на надморској висини од 362 м.